# Бяла (притока Супраслі)
Бяла (пол. Biała) або Бялка (пол. Białka) — ліва притока річки Супрасль. Напрямок течії — північно-західний. Середнє падіння русла річки становить 2,1 %.

## Огляд
Річка бере свій початок під Протасами на висоті близько 168 м над рівнем моря, втікає у Супрасль на висоті 115 м над рівнем моря біля села Фасти. В її басейні знаходиться Білостоцька агломерація, а сама річка протікає повз Білосток і є приймачем більшості дощових вод з міста і очищених промислово-побутових стічних вод.

## Забруднення
Річка має рівномірно розроблену гідрографічну мережу. Згідно з дослідженням річки Бяла, проведеним Інспекцією воєводства з охорони навколишнього середовища у 2003 році, вся річка знаходиться в класі III з точки зору фізико-хімічного забруднення і має некласове бактеріологічне забруднення.